# Hyamia unicolorata
Hyamia unicolorata är en fjärilsart som beskrevs av William James Kaye 1901. Hyamia unicolorata ingår i släktet Hyamia och familjen nattflyn. Inga underarter finns listade i Catalogue of Life.